# احمد انصاری
احمد انصاری گراشی معروف به شیخ احمد انصاری (زادهٔ ۱۳۱۷ در گراش - درگذشتهٔ ۲۱ شهریور ۱۳۹۵ در شیراز) تاجر، نیکوکار و سرمایه‌گذار بین‌المللی ایرانی است که بناهای عام‌المنفعهٔ بسیاری را در نقاط مختلف جهان از جمله ایران و عراق تأسیس کرده‌است.

## زندگی
شیخ ‌احمد اصالتاً اهل شهر گراش در جنوب استان فارس است. پیشهٔ اصلی او تجارت بوده و بیشترین شهرتش به خاطر موقوفات و نیکوکاری‌های او در حوزه‌های بهداشت و مذهب است. وی بیشتر حیات خود را در کشورهای حوزهٔ جنوبی خلیج فارس گذراند.
شیخ احمد انصاری در ۲۱ شهریورماه ۱۳۹۵ و همزمان با روز عرفه به علت بیماری در بیمارستان نمازی شیراز درگذشت.  اعلام خبر فوت او منجر به حرکت‌های خودجوش و مردمی برای گرامیداشت یاد او شد. مردم در چهار شهر قم، شیراز، دوحه و گراش برای وی مجالس ختم و ترحیم برگزار کردند و بسیاری از اهالی شهرهای دیگر نیز خود را به مجالس وی رساندند. در هفتهٔ اول پس از درگذشت وی، عمدهٔ همشهریان او سیاه پوشیده و برخی از کسبهٔ بازار به احترام او کسب و کار خود را تعطیل کردند.
بسیاری از چهره‌های سیاسی و مذهبی ایران در مراسم ترحیم وی شرکت کردند. از آن جمله می‌توان به حسینعلی امیری، معاون پارلمانی رئیس‌جمهور، سید محمدعلی افشانی، استاندار وقت فارس، فرزند حسین وحید خراسانی، شیخ عبدالعزیز قاضی‌زاده، از علمای اهل سنت در فارس، نمایندگان مجلس و فرمانداران شهرستان‌های دو استان فارس و هرمزگان، امامان جمعهٔ شهرهای فارس و رؤسای برخی از دانشگاه‌های کشور اشاره کرد.
همچنین سید حسن قاضی‌زادهٔ هاشمی وزیر وقت بهداشت، درمان و آموزش پزشکی، جمشید جعفرپور نمایندهٔ شهرستان‌های لارستان، خنج و گراش در مجلس شورای اسلامی، محمدهادی ایمانیه، رئیس وقت دانشگاه علوم پزشکی شیراز، سید رضا نیری، دبیرکل مجمع خیرین کشور و بهزاد مریدی، مدیرکل فرهنگ و ارشاد اسلامی فارس و نیز تجار، فعالین فرهنگی، فعالین سیاسی و مردم بسیاری از روستاها و شهرهای ایران با ارسال پیام‌هایی درگذشت وی را تسلیت گفتند.
شیخ احمد در اواخر زندگی با دولت قطر اختلاف پیدا کرده بود و قصد ترک آن کشور را داشت. با این وجود پس از درگذشتش، شیخ تمیم و شیخ حمد در مراسم ختم او در دوحه حاضر شدند. سفیر ایران در قطر در سال ۱۴۰۰ از نام‌گذاری خیابانی در سوق واقف دوحه به نام شیخ احمد انصاری خبر داد.

## موقوفات
به دلیل عدم تمایل شیخ احمد به ذکر نامش در تریبون‌های رسمی، آمار دقیقی از موقوفات او در دست نیست اما مشهور است که در ۵۳ شهر و روستا بناهای عام‌المنفعه تأسیس نموده‌است.
برخی از موقوفات مشهور وی عبارت‌اند از:
دانشکدهٔ علوم پزشکی امام جعفر صادق گراش: این مجموعه که یکی از مجموعه‌های آموزشی جنوب استان فارس است در سال‌های پس از انقلاب تأسیس شده و شامل امکانات دانشگاهی از جمله مجتمع‌های آموزشی، مجتمع خوابگاهی، سلف سرویس، مسجد، آزمایشگاه‌، سالن ورزشی، باغات میوه و نخل، سالن آمفی‌تئاتر و… می‌باشد. این دانشکده در حال حاضر حدود ۵۰۰ دانشجو دارد.
مجتمع آموزشی درمانی امیرالمؤمنین علی گراش: این مجموعه که شامل بیمارستان ۱۱۰ تخت‌خوابی، کلینیک فوق‌تخصصی مولی‌الموحدین، مرکز تخصصی پیشگیری از سرطان، مسجد و مجتمع مسکونی پزشکان است، در زمینی به مساحت ۱۹۰۰۰ متر مربع بنا شده‌است. این بیمارستان یکی از مجهزترین بیمارستان‌های جنوب ایران و مهم‌ترین مرکز درمانی در جنوب استان فارس و شرق هرمزگان است. این مجموعه که حدود ۲۰۰ پرسنل دارد، در سال ۱۳۶۸ به همت شیخ احمد انصاری افتتاح شد.
مسجد فاطمه‌الزهرای شیراز: این مسجد که در بلوار کریم‌خان زند و در کنار هتل بین‌المللی پارس واقع شده محل عزاداری جنوبی‌های ساکن شیراز در ایام محرم است. معماری این مسجد شباهت زیادی به مسجد بیمارستان گراش دارد.
حسینیهٔ اعظم برازجان: یکی دیگر از موقوفات شیخ احمد، حسینیهٔ اعظم برازجان واقع در استان بوشهر است.
حسینیهٔ اعظم گراش: این حسینیه که در مرکز شهر گراش قرار دارد با معماری ایرانی و با الهام‌گیری از مسجد النبی و حرم حضرت زینب طراحی و ساخته شده‌است. در معماری این حسینیه تماماً از سنگ‌های مرمر سبز و کاشی لاجوردی استفاده شده که در نوع خود بی‌نظیر است. این حسینیه محل برگزاری نماز جمعه و مراسمات مذهبی شهر گراش است و سالانه مورد بازدید گردشگران قرار می‌گیرد. این بنا یکی از بناهای شاخص مذهبی معاصر ایران است که شامل یک سالن اصلی مرمر، مجلس زنانه، شبستان، حیاط، باغ و طباخ می‌شود. مقبرهٔ شیخ حسن، پدر شیخ احمد در گوشهٔ حیاط این حسینیه است.
شبستان و حوزهٔ علمیه مسجد جمکران: قسمت‌های عمده‌ای از مسجد جمکران یکی از مساجد مشهور قم و حوزهٔ علمیه آن را شیخ احمد انصاری ساخته‌است.
هزینه‌های بیمارستان پیوند عضو بوعلی شیراز: شیخ احمد در زمان حیاتش کمک‌های بسیاری در جهت استمرار فعالیت‌های مجموعه‌های بهداشتی و درمانی می‌کرد. از جمله بخش‌های قابل توجهی از هزینه‌های بیمارستان بوعلی شیراز را پوشش می‌داد.
بازار حسینیهٔ اعظم گراش: این بازار از موقوفات شیخ احمد و برای تأمین مخارج حسینیه تأسیس شده و در بلوار سرداران گراش قرار دارد. این بازار به سبک حیاط مرکزی ساخته شده و هم‌اکنون محل کسب بسیاری از اهالی است.